# Centrodraco insolitus
Centrodraco insolitus är en fiskart som först beskrevs av Mckay, 1971.  Centrodraco insolitus ingår i släktet Centrodraco och familjen Draconettidae. Inga underarter finns listade i Catalogue of Life.